# 霍吉尔特蒙古族乡
霍吉尔特蒙古族乡是中华人民共和国新疆维吾尔自治区塔城地区额敏县下辖的一个民族乡。

## 行政区划
霍吉尔特蒙古族乡下辖以下村级行政区划单位：
布尔汗村、阿热勒苏村、京什克苏村、阿克加尔卓塔村、阔克萨依村和牧业队。